# Саханенко Світлана
Світлана Саханенко (біл. Святлана Саханенка; 26 жовтня 1989, Новополоцьк) — білоруська паралімпійська лижниця та біатлоністка, що виступає у класі спортсменів з ураженнями зору. Чемпіонка та призерка зимових Паралімпійських ігор 2018 року.